# Кутони (Изернија)
Кутони је насеље у Италији у округу Изернија, региону Молизе.
Према процени из 2011. у насељу је живело 81 становника. Насеље се налази на надморској висини од 605 м.